# وکیل‌مدافع شیطان (فیلم ۱۹۹۷)
وکیل مدافع شیطان (به انگلیسی: The Devil's Advocate) فیلمی هیجانی - معمایی آمریکایی به کارگردانی تیلور هاکفورد و محصول سال ۱۹۹۷ و شرکت برادران وارنر است. در این فیلم کیانو ریوز، آل پاچینو، شارلیز ترون و کانی نیلسن به ایفای نقش پرداختند و فیلم بر اساس رمانی به همین نام از اندرو نیدرمن ساخته شده‌است.

## داستان
کوین لومکس (کیانو ریوز)، وکیلی بسیار موفق در شهر جکسون ویل ایالت فلوریدا است که تاکنون در هیچ پرونده‌ای شکست نخورده‌است. در یکی از مراحل دفاع از موکلش که یک معلم مدرسه است و به جرم کودک آزاری دستگیر شده، در سالن دادگاه متوجه می‌شود که موکلش گناه کار است. کوین صرفاً به خاطر برنده شدن در پروندهٔ دادگاهی به دفاع از حقوق مرد گناهکار می‌پردازد و نهایتاً برنده می‌شود. درجشن پیروزی وی،  جان میلتون (آل پاچینو) به کوین پیشنهاد کار با حقوق بسیار عالی در شهر نیویورک می‌دهد. مادر کوین که یک راهبه است، به وی هشدار می‌دهد که زندگی در شهرهای بزرگ، همراه با آلوده شدن به گناه است اما کوین به حرف مادرش توجه نمی‌کند و به همراه همسرش مری آن (شارلیز ترون)، به منهتن نقل مکان می‌کند.
زندگی کوین در حال دگرگونی‌های بسیار و اشرافیت می‌گردد، اولین فردی که دفاع از حقوقش به او محول می‌گردد فردی است به نام فیلیپ مویز که به جرم قربانی کردن حیوان در خانهٔ خویش و عمل جادو و جمبل به دادگاه احضار شده‌است. کوین برای دفاع از موکل خود به قانون کوشر (ذبح حیوانات به آیین دین یهود) اشاره می‌کند و عمل موکل خود را به نوعی پیروی از دین و کیش او که حق آزاد هر فرد می‌باشد ربط می‌دهد. ساعات طولانی کار و تنها گذاشتن همسرش مری در آپارتمان ویلایی اهدایی توسط شرکت باعث افسردگی شدید مری و توهمی شدن او می‌گردد. مادر کوین برای دیدار فرزند و عروسش به نیویورک می‌آید و با جان میلتون در آسانسور آشنا می‌شود که او را پریشان می‌سازد. مادر کوین در حالی که به هم ریختگی و آشفتگی اوضاع زندگی پسرش را می‌بیند از او می‌خواهد که به فلوریدا برگردند اما کوین با عصبانیت پیشنهاد او را رد می‌کند.
شخص دیگری که کوین به عنوان وکیل مدافع او انتخاب می‌شود، الکساندر کولین یک مرد میلیونر می‌باشد که به جرم قتل زن، فرزند و خدمتکارش در خانهٔ خویش مظنون اول پرونده می‌باشد. این پرونده وقت بیشتری از کوین را می‌گیرد و باعث تنهایی مطلق همسرش می‌گردد. در همین حین کوین از یکی از همکارانش به نام کریستابلا اندرولی خوشش می‌آید و حتی هنگام نزدیکی با مری، کریستابلا را می‌بیند که این رفتار او باعث آزار مری از کوین و دلسردی او می‌گردد.
زمانی که حال مری به وخامت می‌رسد و رو به توهم دیدن و دیوانگی می‌رود، کوین در اوج دفاع از موکلش و درگیر پرونده برای پیروز شدن دوباره در دادگاه است. مری در خانه تنها از خواب بلند می‌شود و صدای شخصی را از اتاق می‌شنود. با ترس و چاقو به دست به سمت صدا می‌رود و کودکی را روی زمین نشسته می‌بیند که تخمدان او را به دست دارد، مری با جیغ از جا می‌پرد و لباس خونی خود را می‌بیند. این اتفاق و اعلام نازایی خود را که پزشک تأیید کرده‌است را برای کوین تعریف می‌کند، و کوین سعی می‌کند او را آرام کرده و به او بگوید که این‌ها همه‌اش یک کابوس بوده‌است. کوین پیشنهاد جان میلتون را که کناره‌گیری از پرونده و رسیدگی به اوضاع همسرش می‌باشد را به خاطر میل زیادی که به پیروز شدن در پرونده دارد رد می‌کند.
ادی بارزون مدیرکل اداری شرکت با دیدن اسم کوین در لیست شرکای دفتر وکالت دچار نگرانی از دست دادن شغلش شده و کوین را تهدید به لو دادن قضیهٔ پرونده‌ها به دادگستری می‌کند. کوین راجع به تهدید ادی به میلتون خبر می‌دهد و میلتون با کمال آرامش از ادی به عنوان یکی از موجودات خداوند یاد می‌کند و این در حالیست که ادی مورد حمله دو بی‌خانمان با چهره شیطانی در پارک و از شدت ضرب و شتم می‌میرد. مری این صحنه را از پشت پنجره آپارتمانش مشاهده می‌کند و پریشان حالی‌اش وخیم‌تر می‌گردد.
در همین حال کوین در حال مرور پروندهٔ کولین و رابطهٔ پنهان او با منشی خصوصیش در زمان قتل است که از صحبت‌های منشی متوجه دروغ گفتن او می‌شود. این موضوع را به میلتون در راه رفتن به دادگاه بازگو می‌کند که کولین قاتل می‌باشد. میلتون به او پیشنهاد می‌دهد که اگر مطمئن است، منشی را به جایگاه شهود نیاورد و به او تذکر می‌دهد که همیشه بردن ملاک نیست.
پس از اتمام جلسهٔ دادگاه و برنده شدن در پرونده، کوین به خانه برمی‌گردد و مری را در کلیسای نزدیک محل بسیار پریشان و تمام بدنش را پر از زخم و بریدگی می‌یابد. مری اعتراف به تجاوز جان میلتون به او در طول بعدازظهر همان روز می‌کند و کوین با تشویش به او می‌گوید که جان میلتون تمام روز را با او در دادگاه سپری کرده بود. کوین مطمئن از اینکه مری اقدام به خود زنی کرده او را راهی بیمارستان روانی می‌کند. در حین بستری شدن مری به کوین متذکر می‌شود که زندگی‌شان به خاطر ارتکاب به گناه و دفاع از حقوق کسانی که گناهکار بوده‌اند از بین رفت و پول خون کثیفی که گرفتند عشق و آرامش زندگی را از آنان گرفت.
در هنگام ترک مری فردی از موکلین با کوین راجع به وضعیت کاری و اعمال غیرقانونی میلتون صحبت می‌کند اما کوین گوش به حرف او نمی‌دهد و در حالی که از او دوری می‌کند او به کوین راجع به معلمی که او وکیل مدافعش بود خبر می‌دهد که جسد یک دختر ۱۰ ساله را در ماشینش پیدا کرده‌اند (که نشان می‌دهد آن مرد واقعاً گناهکار و متهم بوده‌است). کوین به مرد نگاه مبهمی می‌کند و در حالی که مرد از خیابان می‌گذرد که به کوین نزدیک شود دچار تصادف با اتومبیل شده و جان می‌دهد.
آلیس مادر کوین در بیمارستان پیش مری و کوین و منشی خصوصی او پَم است. آلیس از تنها گذاشتن کوین و مری اظهار پشیمانی می‌کند و با او راجع به پدر کوین و سفر سال‌ها پیش خود به نیویورک صحبت می‌کند، در همین حال پم با مری در اتاق تنها می‌شود و با دلجویی از او و شانه زدن به موهایش به او آینه‌ای می‌دهد که خود را تماشا کند. مری نگاهی به خود در آینه می‌اندازد و با دیدن چهره شیطانی پم در آینه و کوبیدن آینه به صورت پم او را از اتاق بیرون می‌راند و در را قفل می‌کند. کوین به سوی در می‌شتابد و سعی به بازکردن در می‌کند در حالی که مری تیکه‌ای از آینه خرد شده را که در دست دارد به کوین می‌نگرد و گلوی خود را می‌شکافد. کوین با شکستن در به همراه پرستار وارد اتاق می‌شود اما متأسفانه دیر است.
کوین با ساکی در دست در راهرو بیمارستان با عصبانیت از مادرش می‌پرسد که داستانش را راجع به پدرش تمام کند. آلیس به کوین در مورد دیدارش با جان میلتون سال‌ها قبل و اینکه میلتون پدر کوین می‌باشد. کوین با ناراحتی به سوی دفتر میلتون روانه می‌شود، جان میلتون بدون شرم از تجاوز به مری و تمامی اتفاقاتی که در زندگی او افتاده اعتراف می‌کند. زمانی که کوین از او می‌پرسد که موجودیت او چیست و نام واقعی او، میلتون خود را شیطان معرفی می‌کند.
کوین میلتون را باعث و بانی از دست دادن مری و تمامی اتفاقات می‌داند و میلتون برایش توضیح می‌دهد که او فقط به‌وجود آورندهٔ موقعیت هاست و کوین خودش مری را برای موفقیت شخصی خود کنار گذاشت.
میلتون در نقشه خود در زمین از زمان رانده شدن و کارهایی که برای ارضای نفس انسان‌ها انجام داده‌است و او از کوین و ایزابلا خواهر ناتنی کوین یک بچه می‌خواهد که صاحب قدرت او و فرمانروای نابود نشدنی است. کوین که از آزادی انتخاب خود آگاه است گلوله‌ای به سر خود شلیک می‌کند و نقشهٔ او را برای به‌وجود آوردن ضد مسیح از بین می‌برد.
روح کوین و به خاطر انتخاب درست و صادق او به لحظهٔ استراحت در دادگاه فلوریدا برای شروع دوباره بازمی‌گردد. پس از مطلع شدن از آینده و تصمیمات خود کوین در جلسه دادگاه معلم اعلام به کناره‌گیری خود از پرونده می‌کند با وجود احتمال از دست دادن حق وکالت. در حین ترک دادگاه با مری خبرنگاری با اصرار از او می‌خواهد که داستان را به صورت اختصاصی چاپ کند و از کوین یک قهرمان بسازد. کوین با اکراه قبول می‌کند و پس از رفتن او و مری خبرنگار چهره‌اش به جان میلتون شیطانی تبدیل می‌شود و می‌گوید: «خودبینی و غرور بهترین گناه مورد علاقه من است.»

## بازیگران
- کیانو ریوز در نقش کوین لومکس
- آل پاچینو در نقش جان میلتون
- شارلیز ترون در نقش مری آن
- جفری جونز در نقش ادی بارزون
- کانی نیلسن در نقش کریستابلا

## وضعیت

### میزان فروش
فیلم با فروش ۱۲٬۱۷۰٬۵۳۶ کار خود را در رده دوم پر فروش ترین‌های هفته در آمریکا آغاز کرد و در نهایت به فروش ۶۰٬۹۴۴٬۶۶۰ دلاری در آمریکا دست یافت. فروش خارجی این فیلم نیز به ۹۲ میلیون دلار رسید تا در مجموع فیلم فروش ۱۵۲٬۹۴۴٬۶۶۰ دلار را به ثبت برساند که با توجه به بودجه ساخت آن، رقم بسیار خوبی بود.

### نظر منتقدان
فیلم در کل توانست نظر مثبت منتقدان را جلب کند و در نزد منتقدان، فیلم مهمی قلمداد شد. بازی آل پاچینو مورد استقبال مردم و منتقدان قرار گرفت.